# TrackWrite

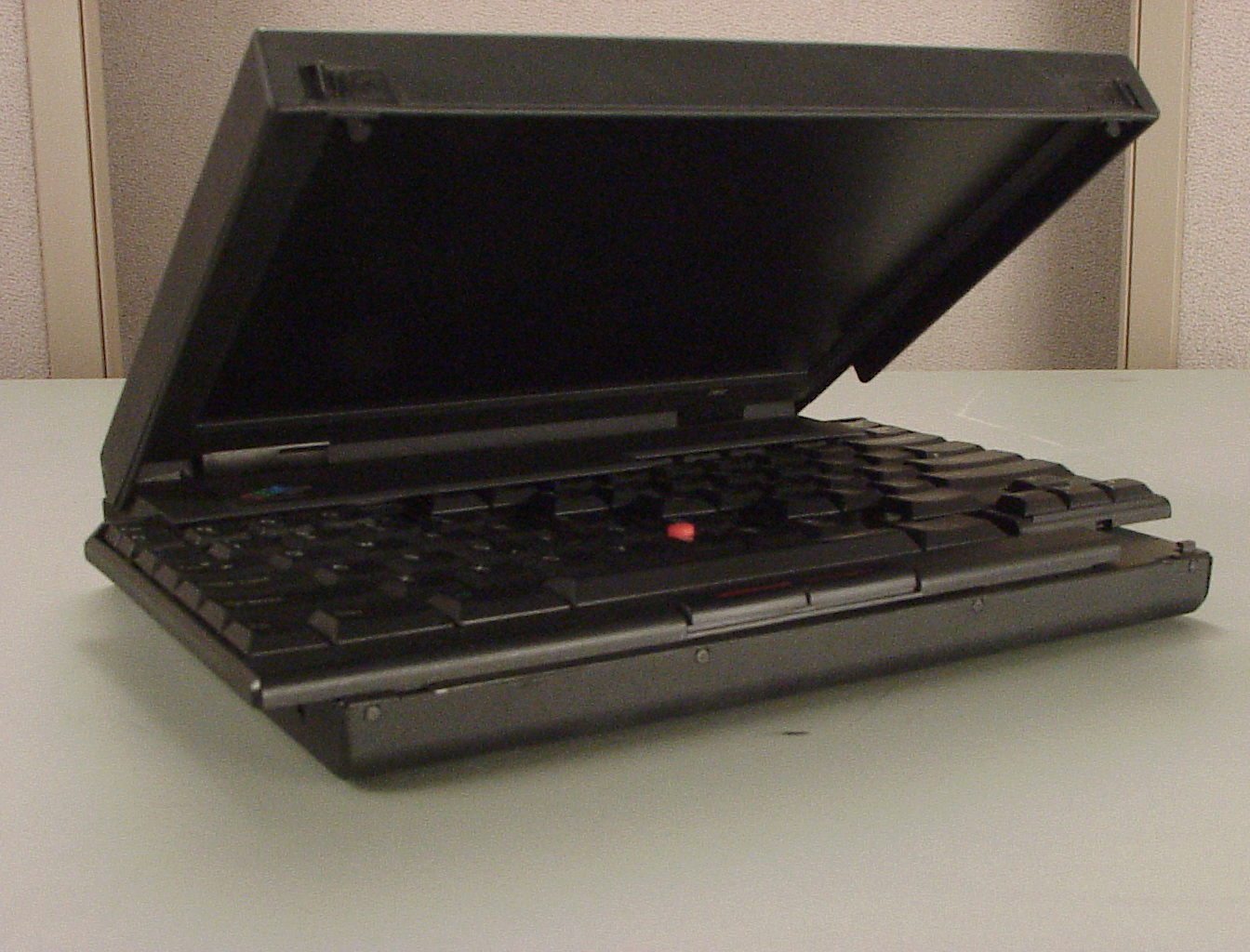
IBM ThinkPad 701

TrackWrite，亦稱作Butterfly Keyboard，是一種由國際商業機器為於1995年發售的ThinkPad 701系列設計的摺疊式筆記型電腦鍵盤，讓儘管闊度只有24.6厘米（9.7英寸）及使用26.4厘米（10.4英寸）VGA液晶顯示器的701系列在輕巧（閉上時）的同時可舒適地使用（開啓時）。但後來的筆記本型號漸漸擁有較大的屏幕而不再需要使用摺疊式鍵盤，因此除701外沒有其他型號採用TrackWrite鍵盤。
TrackWrite鍵盤分成兩個約略為三角形的部份，會在筆記本的蓋子開合時滑動。在蓋子開啓時兩部份均會向側面滑出，接著其中一部份會向下滑動，兩部份會像拼圖遊戲的拼圖一樣相嚙合，以組成一個懸掛於筆記型電腦機身側闊29.2厘米（11.5英寸）的鍵盤。相反地如蓋上蓋子其中一部個會向上滑動，然後兩部份會向內部滑動直至鍵盤被蓋子覆蓋。鍵盤的動作經由蓋子鈫鏈上的一個凸輪驅動，因此鍵盤部份總是與蓋子的動作同步。
這個獨特的設計現已陳列在紐約曼哈頓現代藝術博物館的設計收藏中。

## 圖像

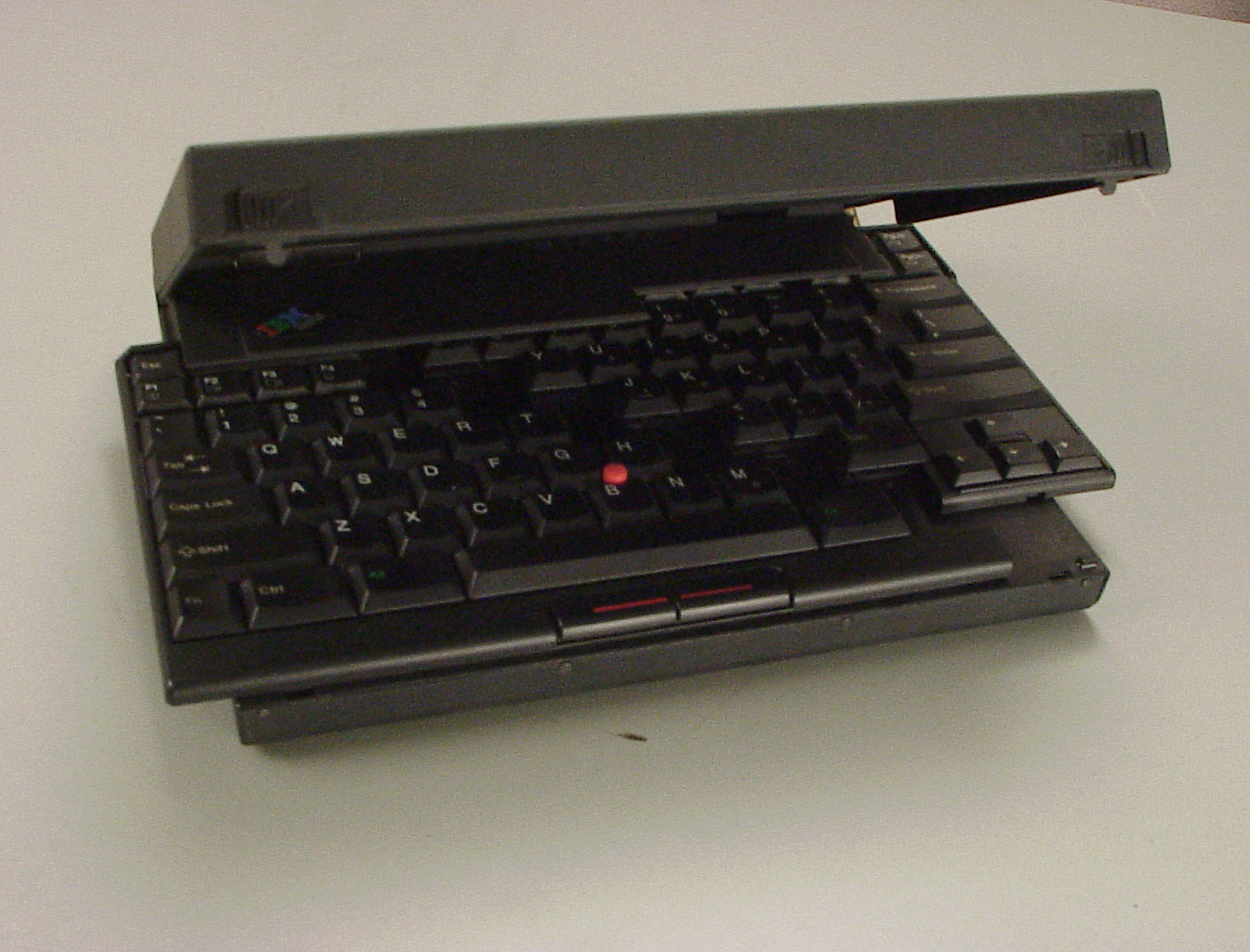
TrackWrite開啓中
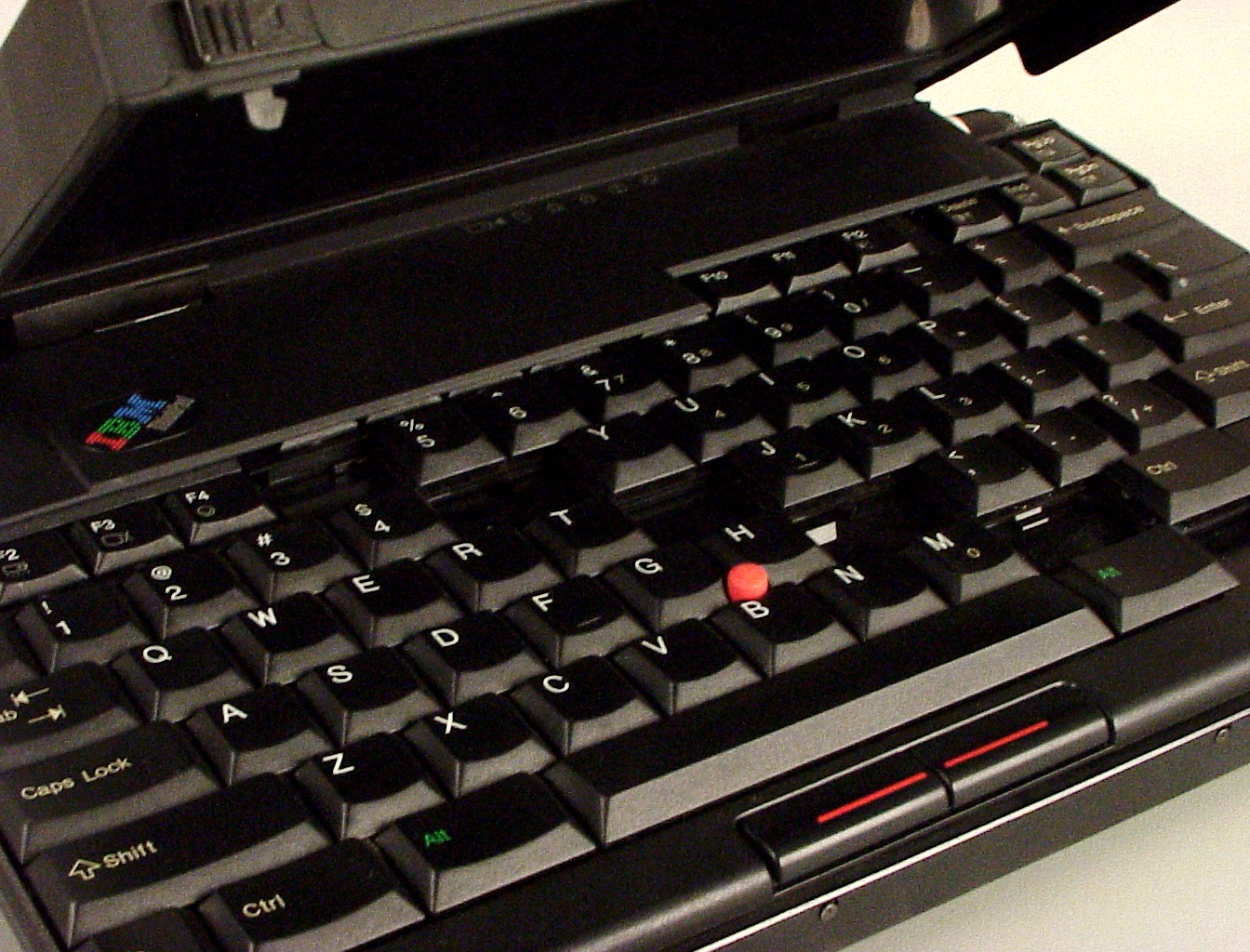
TrackWrite關閉
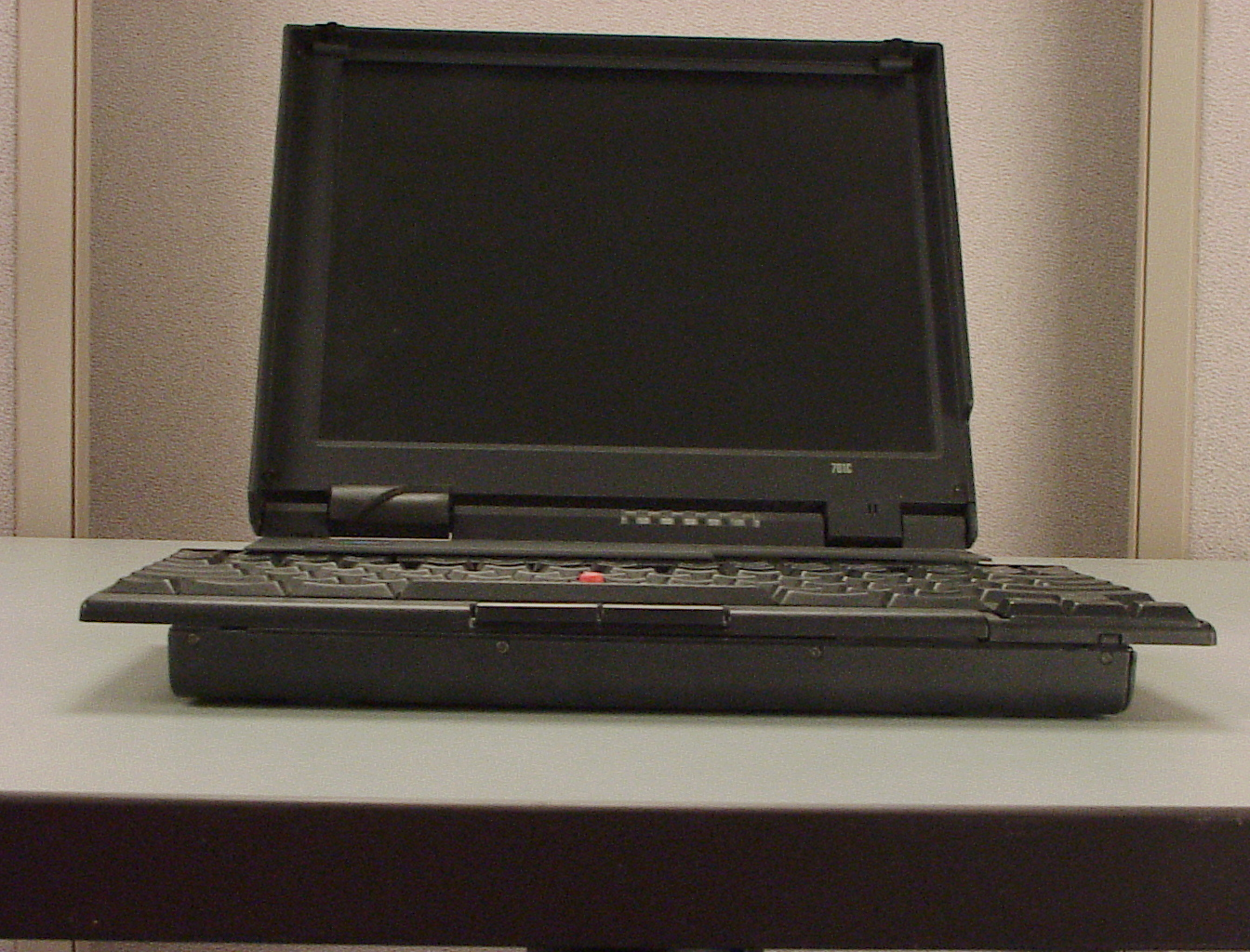
TrackWrite完全開啓

## 外部連結
- Craig's IBM Butterfly Page（页面存档备份，存于）
- 神話 --The Butterfly--（页面存档备份，存于）（日語）
- ZDNet: Butterfly Notebook to Spread Wings Again